# Owen Otasowie
Ebeguowen Otasowie (Nueva York, Estados Unidos, 2 de mayo de 2001), conocido como Owen Otasowie, es un futbolista estadounidense que juega de centrocampista en el Club Brujas de la Primera División de Bélgica.

## Estadísticas

### Clubes
Actualizado al último partido disputado el 17 de julio de 2022.
| Club                               | Div.          | Temporada     | Liga  | Liga  | Copas nacionales | Copas nacionales | Copas internacionales | Copas internacionales | Total | Total |
| Club                               | Div.          | Temporada     | Part. | Goles | Part.            | Goles            | Part.                 | Goles                 | Part. | Goles |
| ---------------------------------- | ------------- | ------------- | ----- | ----- | ---------------- | ---------------- | --------------------- | --------------------- | ----- | ----- |
| Wolverhampton Wanderers Inglaterra | 1.ª           | 2019-20       | 0     | 0     | 0                | 0                | 1                     | 0                     | 1     | 0     |
| Wolverhampton Wanderers Inglaterra | 1.ª           | 2020-21       | 6     | 0     | 0                | 0                | 0                     | 0                     | 6     | 0     |
| Wolverhampton Wanderers Inglaterra | Total club    | Total club    | 6     | 0     | 0                | 0                | 1                     | 0                     | 7     | 0     |
| Club Brujas · Bélgica              | 1.ª           | 2021-22       | 0     | 0     | 0                | 0                | 0                     | 0                     | 0     | 0     |
| Club Brujas · Bélgica              | 1.ª           | 2022-23       | 1     | 0     | 1                | 0                | 0                     | 0                     | 2     | 0     |
| Club Brujas · Bélgica              | Total club    | Total club    | 1     | 0     | 1                | 0                | 0                     | 0                     | 2     | 0     |
| Total carrera                      | Total carrera | Total carrera | 7     | 0     | 1                | 0                | 1                     | 0                     | 9     | 0     |

## Palmarés

### Títulos nacionales
| Título                      | Club        | País    | Año     |
| --------------------------- | ----------- | ------- | ------- |
| Primera División de Bélgica | Club Brujas | Bélgica | 2021-22 |
| Supercopa de Bélgica        | Club Brujas | Bélgica | 2022    |